# 烏利塞斯·科雷亞·席爾瓦
若泽·烏利塞斯·德皮納·科雷亞-席爾瓦（葡萄牙語：José Ulisses de Pina Correia e Silva，發音：[ʒuˈzɛ uˈlisɨʒ ðɨ ˈpinɐ kuˈʁɐjɐ i ˈsilvɐ]；1962年6月4日—）是佛得角商人及政治人物，隶属于争取民主运动。

## 早年生活及教育
席尔瓦出生于佛得角的培亞，是维尔吉利奥·科雷亚·席尔瓦与妻子伊索莉娜·德皮纳的儿子。1988年，席尔瓦毕业于里斯本技術大學经济与工商管理学院。

## 早期生涯
席尔瓦的职业生涯开始于银行业。他于1989年至1994年担任佛得角银行行政总监，此外他还曾在佛得角让·皮亚杰大学任教。

## 政治生涯
席尔瓦于1995年至1998年间担任佛得角政府财政国务秘书，后于1999年至2001年间担任财政部长。2006年至2008年间，席尔瓦任民主运动党副主席。他于2008年当选为培亞市长，并于2012年成功连任。次年，他还当选民主运动党主席。在他担任市长的两届任期里，这座城市经历了经济和文化的复兴，使其最终荣获2015年非洲市长奖。
席尔瓦于2013年6月起出任葡萄牙语国家共同体执行主席，随后于2014年11月出任非洲IDC主席。

### 总理
席尔瓦所领导的政党在2016年3月20日的议会大选中胜出，随后他于2016年4月22日起担任佛得角总理。
2016年6月，席尔瓦与财政部长奥拉沃·科雷亚会见了国际货币基金组织代表，就佛得角的经济形势进行了讨论。几个月后的2016年9月，席尔瓦及其政府成员再次与国际货币基金组织会面，就2016年第四条款磋商进行讨论。
2020年2月，席尔瓦以99%的高得票率再次当选为民主运动党主席。由此他被该党推举为2021年议会选举的候选人，得以寻求连任总理一职。在此次选举中，席尔瓦所领导的民主运动党赢得了多数席位，使其可以继续担任总理。2013年12月，席尔瓦赞扬了佛得角人民“克服困难、坚持不懈和创业的精神”，并表示“争取发展的斗争很艰难，但只要我们齐心协力，就一定能取得胜利”，同时还承诺在2024年提高最低工资。